# Samotrake
Samotrake (græsk: Σαμοθράκη), staves også som Samothrake, er en lille ø, der ligger i de Nordøst-ægæiske Øer som en del af Grækenland.
Den klassiske grammatiker Aristarchos levede på Samotrake.
- Wikimedia Commons har flere filer relateret til Samotrake

40°27′00″N 25°35′15″Ø / 40.45°N 25.5875°Ø